# IC 4480
IC 4480 је галаксија у сазвјежђу Волар која се налази на листи објеката дубоког неба у Индекс каталогу.
Деклинација објекта је + 18° 29' 32" а ректасцензија 14h 39m 45,6s. Привидна величина (магнитуда) објекта IC 4480 износи 14,6 а фотографска магнитуда 15,4. IC 4480 је још познат и под ознакама MCG 3-37-34, CGCG 104-63, PGC 52394.